# Anouk Bernard
Anouk Bernard est une journaliste et réalisatrice française.

## Biographie
Ayant d'abord travaillé comme journaliste, Anouk Bernard réalise en 1976 son long métrage Pourquoi ? après avoir assisté à la mort d'un garçon de 15 ans victime d'une overdose.

## Filmographie
- 1977 : Pourquoi ?[2]

## Publication
- Pourquoi ? la drogue... quinze ans... la solitude..., Seghers, 1977